# Österreichische Alpine Skimeisterschaften 1996
Die Österreichischen Alpinen Skimeisterschaften 1996 fanden von 18. bis 24. März in Innerkrems statt. Die Rennen waren international besetzt, um die Österreichische Meisterschaft fuhren jedoch nur die österreichischen Teilnehmer.

## Herren

### Abfahrt
| Platz | Name               | Zeit        |
| ----- | ------------------ | ----------- |
| 01    | Patrick Ortlieb    | 1:27,53 min |
| 02    | Werner Franz       | 1:27,54 min |
| 03    | Hannes Trinkl      | 1:27,55 min |
| 04    | Josef Strobl       | 1:27,59 min |
| 05    | Roland Assinger    | 1:27,73 min |
| 06    | Stephan Eberharter | 1:28,31 min |
| 07    | Patrick Wirth      | 1:28,50 min |
| 08    | Norbert Holzknecht | 1:28,54 min |
| 09    | Christian Greber   | 1:28,59 min |
| 10    | Stefan Krauß (GER) | 1:28,91 min |

Datum: 18. März 1996

Ort: Innerkrems

### Super-G
| Platz | Name                | Zeit        |
| ----- | ------------------- | ----------- |
| 01    | Richard Kröll       | 1:18,72 min |
| 02    | Jernej Koblar (SLO) | 1:19,57 min |
| 03    | Kilian Albrecht     | 1:19,72 min |
| 04    | Stephan Eberharter  | 1:19,76 min |
| 05    | Rainer Salzgeber    | 1:19,78 min |
| 06    | Achim Vogt (LIE)    | 1:19,85 min |
| 07    | Günther Mader       | 1:19,97 min |
| 08    | Norbert Holzknecht  | 1:20,02 min |
| 09    | Christian Greber    | 1:20,12 min |
| 10    | Hannes Trinkl       | 1:20,32 min |

Datum: 20. März 1996

Ort: Innerkrems

### Riesenslalom
| Platz | Name                 | Zeit        |
| ----- | -------------------- | ----------- |
| 01    | Hermann Schiestl     | 2:08,32 min |
| 02    | Christian Mayer      | 2:08,52 min |
| 03    | Rainer Schönfelder   | 2:08,61 min |
| 04    | Josef Strobl         | 2:09,14 min |
| 05    | Harald de Man (NED)  | 2:09,18 min |
| 06    | Heinz Schilchegger   | 2:09,45 min |
| 07    | Kilian Albrecht      | 2:09,59 min |
| 08    | Richard Kröll        | 2:09,63 min |
| 09    | Achim Vogt (LIE)     | 2:09,65 min |
| 10    | Manfred Kleinlercher | 2:09,68 min |

Datum: 21. März 1996

Ort: Innerkrems

### Slalom
| Platz | Name               | Zeit        |
| ----- | ------------------ | ----------- |
| 01    | Thomas Sykora      | 1:31,33 min |
| 02    | Mario Reiter       | 1:32,47 min |
| 03    | Hermann Schiestl   | 1:32,55 min |
| 04    | Benjamin Raich     | 1:32,79 min |
| 05    | Heinz Schilchegger | 1:32,90 min |
| 06    | Dietmar Thöni      | 1:32,93 min |
| 07    | Andreas Ertl (GER) | 1:33,06 min |
| 08    | Markus Kirchner    | 1:33,36 min |
| 09    | Florian Seer       | 1:33,45 min |
| 10    | Ronald Stampfer    | 1:34,65 min |

Datum: 22. März 1996

Ort: Innerkrems

### Kombination
Die Kombination setzt sich aus den Ergebnissen von Slalom, Riesenslalom und Abfahrt zusammen.
| Platz | Name               |
| ----- | ------------------ |
| 1     | Rainer Schönfelder |
| 2     | Josef Strobl       |
| 3     | Christoph Gruber   |

## Damen

### Abfahrt
| Platz | Name                   | Zeit        |
| ----- | ---------------------- | ----------- |
| 01    | Michaela Dorfmeister   | 1:31,82 min |
| 02    | Stefanie Schuster      | 1:33,20 min |
| 03    | Brigitte Obermoser     | 1:33,44 min |
| 04    | Eveline Rohregger      | 1:33,45 min |
| 05    | Cornelia Meusburger    | 1:33,46 min |
| 06    | Marianna Salchinger    | 1:33,53 min |
| 07    | Ingrid Stöckl          | 1:33,59 min |
| 08    | Selina Heregger        | 1:33,68 min |
| 09    | Karin Blaser           | 1:33,77 min |
| 10    | Katarina Breznik (SLO) | 1:34,18 min |

Datum: 18. März 1996

Ort: Innerkrems

### Super-G
| Platz | Name                   | Zeit        |
| ----- | ---------------------- | ----------- |
| 01    | Regina Häusl (GER)     | 1:22,87 min |
| 02    | Michaela Dorfmeister   | 1:23,05 min |
| 03    | Cornelia Meusburger    | 1:23,18 min |
| 04    | Marianna Salchinger    | 1:23,38 min |
| 05    | Karin Köllerer         | 1:23,45 min |
| 06    | Ingrid Stöckl          | 1:23,61 min |
| 07    | Katarina Breznik (SLO) | 1:23,69 min |
| 08    | Katja Koren (SLO)      | 1:23,71 min |
| 09    | Eveline Rohregger      | 1:24,08 min |
| 10    | Alenka Dovžan (SLO)    | 1:24,36 min |

Datum: 20. März 1996

Ort: Innerkrems

### Riesenslalom
| Platz | Name                       | Zeit        |
| ----- | -------------------------- | ----------- |
| 01    | Stefanie Schuster          | 2:10,65 min |
| 02    | Michaela Dorfmeister       | 2:11,57 min |
| 03    | Karin Köllerer             | 2:11,64 min |
| 04    | Carolina Waidhofer-Dummer  | 2:11,67 min |
| 05    | Eveline Rohregger          | 2:11,70 min |
| 06    | Andrea Österle             | 2:12,89 min |
| 07    | Manuela Umele              | 2:12,94 min |
| 08    | Andreja Potisk-Ribič (SLO) | 2:13,05 min |
| 09    | Melanie Schöffmann         | 2:13,24 min |
| 10    | Alexandra Holzmann         | 2:13,75 min |

Datum: 24. März 1996

Ort: Innerkrems

### Slalom
| Platz | Name                      | Zeit        |
| ----- | ------------------------- | ----------- |
| 01    | Sabine Egger              | 1:43,17 min |
| 02    | Carolina Waidhofer-Dummer | 1:43,36 min |
| 03    | Manuela Umele             | 1:43,87 min |
| 04    | Edith Rozsa (CAN)         | 1:43,99 min |
| 05    | Veronika Kappaurer        | 1:44,00 min |
| 06    | Anita Wachter             | 1:44,15 min |
| 07    | Michaela Dorfmeister      | 1:44,31 min |
| 08    | Ingrid Stöckl             | 1:44,62 min |
| 09    | Stefanie Schuster         | 1:44,82 min |
| 10    | Alexandra Holzmann        | 1:45,35 min |

Datum: 23. März 1996

Ort: Innerkrems

### Kombination
Die Kombination setzt sich aus den Ergebnissen von Slalom, Riesenslalom und Abfahrt zusammen.
| Platz | Name                 |
| ----- | -------------------- |
| 1     | Michaela Dorfmeister |
| 2     | Stefanie Schuster    |
| 3     | Eveline Rohregger    |